# Ithamar de Rochester
Pour les articles homonymes, voir Ithamar.
Ithamar est un prélat anglo-saxon de la première moitié du VIIe siècle. Sacré évêque de Rochester vers 644, il est le premier Anglo-Saxon à être élevé à ce rang.

## Biographie
Dans son Histoire ecclésiastique du peuple anglais, Bède le Vénérable rapporte qu'Ithamar est sacré évêque de Rochester par l'archevêque Honorius après la mort de Paulin, survenue le 10 octobre 644. Bède précise qu'il est appartient « au peuple du Kent », et qu'il n'est pas moins érudit que ses prédécesseurs. Cela suggère qu'il a été l'un des premiers élèves des écoles fondées par la mission grégorienne après son arrivée en Grande-Bretagne, en 597.
C'est à l'occasion de sa consécration que le nouvel évêque, dont on ignore le nom de naissance, adopte celui d'Ithamar, qui provient de l'Ancien Testament où Ithamar est l'un des fils d'Aaron. La pratique consistant à changer de nom au moment d'entrer dans les ordres ou de devenir évêque est attestée chez les Anglo-Saxons, mais ces nouveaux noms sont plus généralement choisis parmi les grandes figures de l'histoire de l'Église chrétienne. Ce sont plutôt les membres de l'Église celtique qui adoptent des noms issus de l'Ancien Testament. Le choix d'Ithamar pourrait refléter l'influence celtique sur la jeune Église anglo-saxonne, ce dont Bède ne touche mot.
Durant son épiscopat, Ithamar sacre à son tour Deusdedit, le successeur d'Honorius comme archevêque, le 26 mars 655 à Canterbury. Il meurt après cette date, mais avant 664.

## Culte
Ithamar est inhumé à Rochester. Son culte ne commence à se développer qu'après la conquête normande de l'Angleterre. Vers le milieu du XIIe siècle, un moine anonyme de Rochester rédige un récit rassemblant dix-neuf miracles prétendument accomplis par Ithamar, Miracula Sancti Ithamari Episcopi. D'après ce texte, des miracles auraient eu lieu lors de deux translations des reliques d'Ithamar sous l'épiscopat de son lointain successeur Gundulf, dans les années 1080, puis sous celui d'un évêque Jean (entre 1125 et 1142), qui aurait été guéri de sa cécité par le saint.
Il est fêté le 10 juin.